# Spilosoma costimacula
Spilosoma costimacula là một loài bướm đêm thuộc phân họ Arctiinae, họ Erebidae.